# Hutterjev blok
Hutterjev blok je v mestni četrti Ivana Cankarja v Mariboru. Znan je tudi pod imenom Gradišče.
Graditi so ga začeli leta 1940 in končan je bil leta 1945. Med 2. svetovno vojno je bil tudi bombardiran in pozneje spet obnovljen. Zgraditi ga je dal tovarnar Hutter za svoje delavce. Imel je tudi eno prvih dvigal v mestu. Na mestu, kjer zdaj stoji blok, so bili prej hlevi za konje in skladišča. Leži med Razlagovo ulico na jugu, Prešernovo na vzhodu, Maistrovo na severu in Heroja Staneta na zahodu. V bloku je osem vhodov, kjer so vsakem nadstropju po dve ali po tri stanovanja. Stanovanja so enosobna do pet in polsobna. Pobarvali so ga komaj leta 1997 v rumeno in oranžno barvo, prej pa je bil siv. V originalu bi blok sicer moral imeti marmorno fasado, vendar pa je dokončanje preprečil začetek druge svetovne vojne in tako je marmorne plošče ki jih je Josip Hutter naročil in plačal ter so že čakale v skladišču uspelo "ukrasti" Ljubljančanom. Namesto, da bi jih pritrdili na pročelje imenitnega mariborskega bloka, so jih namreč na temelju ukaza - verjetno katerega pomembnega politika - odpeljali v Ljubljano, kjer krasijo hišo v soseščini pošte, ki je blizu železniške postaje. Odškodnine za to ukradeno premoženje Maribor nikoli ni dobil. Zato Hutterjev blok danes nima marmorne fasade, pri dnu pa sploh nobene.
Bakreno streho so prenovili leta 2005.  Po 2. svetovni vojni je nova oblast to zgradbo zaplenila, njenega lastnika pa zaprla. Znotraj je dvorišče, do katerega se lahko pride preko zapornic. Na dvorišču je poslopje, v katerem so kurilnica, pralnica in garaže, okoli pa so parkirišča. V bloku je tudi Zavarovalnica Maribor, Agencija za nepremičnine in notar.